# Tournoisis
Tournoisis – miejscowość i gmina we Francji, w Regionie Centralnym, w departamencie Loiret.
Według danych na rok 1990 gminę zamieszkiwały 332 osoby, a gęstość zaludnienia wynosiła 22 osoby/km² (wśród 1842 gmin Regionu Centralnego Tournoisis plasuje się na 814. miejscu pod względem liczby ludności, natomiast pod względem powierzchni na miejscu 880.).